# تفرق البرامج

تفرق البرامج هو ملء البرامج أماكن متفرقة من موضع التخزين في الحاسوب لمدة طويلة دون أن تخلي مكانها لعمل برامج أخرى، فتضيق مساحة التخزين ويتأخر عمل الحاسوب. وعكسه تجميع البرامج.